# José Manuel Marquitos de Abreu Ferreira
José Manuel Marquitos de Abreu Ferreira (Porto, Cedofeita, 25 de Dezembro de 1949) é um engenheiro português.
Actualmente desempenha as funções de Vice-Presidente do Conselho de Administração da Rádio e Televisão de Portugal, SA (RTP), cargo que ocupa desde 1 de Janeiro de 2008.

## Habilitações Académicas
É licenciado em Engenharia Electrotécnica com a especialidade em Sistemas de Electrónica e Computadores pela Faculdade de Engenharia da Universidade do Porto (FEUP 72/73), onde iniciou a sua actividade profissional em 1975. 

## Actividade Profissional
- 1975 a 1978 - Início da sua actividade profissional como assistente na FEUP tendo simultaneamente desenvolvido actividade de investigação na área da Electro - Acústica, após obtenção de uma bolsa do INIC - Instituto Nacional de Investigação Científica.

- 1979 a 1988 - Ingresso na Companhia de Telefones de Lisboa e Porto (TLP) no Porto, onde, após um estágio no CET - Centro de Estudos de Telecomunicações em Aveiro, ocupou diversos cargos e funções nos sectores do Planeamento Técnico (Especialista Técnico e Assessor), Direcção de Produção e Planeamento (Director Adjunto) e Direcção Comercial (Consultor e Responsável pelos Serviços Comerciais e de Clientes). Neste período foi designado membro do Conselho Informático da Empresa, presidiu à Comissão de Avaliação de Projectos do âmbito do programa STAR, participou em diferentes seminários, congressos e cursos, destacando-se dois cursos efectuados na Televerket (Suécia) sobre Redes Digitais e Gestão de Telecomunicações.

- 1980 a 1983, em acumulação com a sua função nos TLP exerceu de novo a docência como assistente convidado da FEUP agora no Departamento de Mecânica.

- 1987 - Prestou, em acumulação, consultadoria de telecomunicações no âmbito da candidatura portuguesa conduzido pela CCRN sobre o projecto "Vale do Ave".

- 1988 a 1996 - Entrou para o Grupo Sonae, onde desenvolveu a sua actividade profissional primeiramente, como Director Geral da área de Comunicação e Tecnologias da Informação, tendo ocupado posteriormente diferentes funções como Quadro do Grupo entre as quais se destacam:

- Director Geral e Presidente da TST;
- Presidente Executivo da lnterlog Informática;
- Administrador da lnterlog, SGPS;
- Administrador Executivo da Rádio Nova e Memória F.M.;
- Administrador da Sonae Rede de Dados;
- Vice-Presidente do World Trade Center, SA;
- Presidente da Associação do World Trade Center do Porto - Administrador do Jornal Público..
Neste período, frequentou em 1989, o PADE - Programa de Alta Direcção de Empresas da AESE, e em 1993 foi designado auditor/consultor do programa comunitário RACE.
- De Setembro de 1996 a Dezembro de 2002 exerceu a função de Director Geral e, posteriormente, de Gerente da BuIl Portuguesa.

- Janeiro de 1998: Administrador da Premium TV Portugal, SA e da Sport Tv, SA, em representação da TV Cabo Portugal, SA.

- Em Fevereiro de 1998 foi também nomeado coordenador do Projecto CNL — Canal Notícias de Lisboa.

- Abril de 1999: Presidente do Conselho de Administração da Lisboa TV -Informação e Multimedia, SA.

- Janeiro de 2000 a Março de 2004: Assessor do Conselho de Administração da Sonae.com, de Administrador da sub-holding Sonae Matrix Multimedia, SGPS, SA e de Presidente do Conselho de Administração do Jornal Público, da Douro, da SIRS (Rádio Nova), do Público.pt, da XS e Administrador da Unipress; Desempenhou o cargo de Presidente do Conselho de Administração da IMC-Investimentos, Média e Conteúdos, SGPS, SA.

- Março de 2004 a Agosto de 2005: Foi convidado pela Portugal Telecom para integrar os quadros do Grupo na qualidade de Administrador da holding Lusomundo Media, SGPS, SA, e da Global Notícias.

- Agosto de 2005 a Junho de 2006: Após aquisição da Lusomundo Media por parte da Controlinveste Media, SGPS, SA, foi convidado para Administrador do grupo.

- Julho de 2006: Ingressou no "Sol é Essencial, SA" na qualidade de Administrador Delegado.

- É sócio fundador da SPA - Sociedade Portuguesa de Acústica, membro da Ordem dos Engenheiros n° 10744 e foi membro da Direcção da APDC — Associação Portuguesa para o Desenvolvimento das Comunicações de Fevereiro de 2001 a Fevereiro de 2006.

## Actividade Académica
- Assistente da FEUP (1975 a 1978), tendo simultaneamente desenvolvido actividade de investigação na área da Electro - Acústica, após obtenção de uma bolsa do INIC.

- Assistente convidado da FEUP (1980 a 1983) no Departamento de Mecânica.

- Em 13 de Outubro de 2010 foi orador no seminário com o tema "A Responsabilidade Social nas Empresas", promovido pela Associação para o Desenvolvimento de Estudos Aplicados em Ciências Empresariais (ADEACE)[3], que decorreu no Instituto de Estudos Superiores Financeiros e Fiscais[4](IESF).

## Ligações Externas
RTP - Sitio Oficial